# Emilio Visconti Venosta
Il marchese Emilio Visconti Venosta (Milano, 22 gennaio 1829 – Roma, 28 novembre 1914) è stato un diplomatico e politico italiano, più volte ministro degli Esteri, senatore del Regno d'Italia nella XVI legislatura.

## Biografia

### I primi anni

Stemma di Emilio Visconti Venosta dopo il suo matrimonio con Maria Luisa Alfieri di Sostegno

Figlio di Francesco (1797-1846) e Paola Borgazzi (m. 1864), e fratello maggiore del patriota Giovanni Visconti Venosta, Emilio studiò al Liceo classico Giuseppe Parini a Milano e successivamente frequentò la facoltà di giurisprudenza a Pavia, poi intraprese la politica prima con i repubblicani e poi con i cavouriani. Sposò Maria Luisa Alfieri di Sostegno, parente sia di Vittorio Alfieri sia di Cavour.
Discepolo di Mazzini, prese parte a tutte le cospirazioni anti-austriache fino alla sollevazione di Milano il 6 febbraio 1853, quando, per divergenze d'idee con Mazzini, quest'ultimo si separò dalla "cospirazione ufficiale" con una lettera indirizzata allo stesso. Continuò comunque la sua propaganda anti-austriaca, rese un buon servizio alla causa nazionale; infastidito dalla polizia austriaca, fu quindi obbligato nel 1859 a rifugiarsi a Torino e, durante la guerra con l'Austria di quell'anno, fu nominato da Cavour commissario del Re nelle forze garibaldine.

### Ministro degli Esteri
Eletto deputato nel 1860, accompagnò Farini in missioni diplomatiche a Modena e Napoli e fu quindi inviato a Londra e Parigi per ragguagliare i governi inglese e francese sulla situazione italiana. Come riconoscimento per la diplomazia usata in questa occasione, Cavour gli conferì un incarico stabile al Ministero degli Esteri. In seguito Visconti Venosta fu nominato Segretario generale del Ministero dal conte Pasolini. Alla morte di questi, divenne ministro degli Esteri il 24 marzo 1863 nel governo Minghetti;ebbe l'importante ruolo di non far restare l'Italia isolata politicamente (specialmente dopo la presa di Roma  avvenuta 7 anni dopo la sua nomina), divenne famoso per la celebre frase "indipendenti sempre isolati mai". Nella veste di ministro e nel 1864 sottoscrisse la "convenzione di settembre" con la Francia sulla "questione romana".
Terminata la funzione di ministro con la caduta di Minghetti nell'autunno nel 1864, nel marzo 1866 fu inviato dal nuovo capo del governo La Marmora a Costantinopoli come "ministro del re", ma venne quasi immediatamente richiamato e nominato di nuovo ministro degli esteri da Ricasoli. Assunto l'incarico all'indomani della battaglia di Custoza, riuscì ad evitare che parte del debito dell'impero austriaco venisse trasferito all'Italia in aggiunta al debito veneziano. La fine del governo Ricasoli nel febbraio 1867 lo privò per un po' del suo incarico, ma ridivenne ministro degli esteri nel dicembre 1869 entrando nel governo Lanza-Sella; mantenne il dicastero anche nel successivo governo Minghetti, fino alla fine del governo della Destra, nel 1876.
Durante questo lungo periodo, fu chiamato a condurre i delicati negoziati connessi con la guerra franco-prussiana, l'occupazione di Roma e la conseguente fine del potere temporale del papa, la legge delle Guarentigie e le visite di Vittorio Emanuele II a Vienna e Berlino. In occasione del suo matrimonio con la figlia del marchese Alfieri di Sostegno, nipote di Cavour, il re gli attribuì il titolo di marchese. Per un certo periodo rimase in Parlamento, all'opposizione, e il 7 giugno 1886 fu nominato senatore. Risale allo stesso anno la sua nomina a presidente dell'Accademia di Brera, carica che ricoprì per ben due mandati, fino al 1897. Successivamente ne acquisì il titolo di presidente onorario.
Nel 1894, dopo sedici anni di assenza dalla politica attiva, fu scelto come l'arbitro italiano nella disputa del mare di Bering; nel 1896 accettò un'altra volta il dicastero degli esteri nel governo Di Rudinì in un momento in cui i rovesci nella guerra di Abissinia e la pubblicazione di notizie di fonte abissina avevano reso la posizione italiana estremamente difficile.  La sua prima preoccupazione fu migliorare le relazioni tra Italia e Francia, contrattando con Parigi un accordo riguardo Tunisi. Durante i negoziati sulla questione di Creta e la guerra greco-turca del 1897 assicurò all'Italia un ruolo significativo in ambito europeo e appoggiò Lord Salisbury nel risparmiare alla Grecia la perdita della Tessaglia.
Si ritirò nuovamente a vita privata nel maggio 1898, dimettendosi per questioni di politica interna, ritornando però in carica nel maggio 1899, sempre come ministro degli esteri, nel secondo governo Pelloux, e vi rimase anche nel successivo governo Saracco, fino alla caduta di questo nel febbraio 1901. Durante questo periodo dedicò la sua attenzione soprattutto al problema della Cina e al mantenimento dell'equilibrio nel Mar Mediterraneo e nell'Adriatico. In tal senso concluse un patto con la Francia per cui si lasciava tacitamente mano libera agli italiani a Tripoli, mentre l'Italia non avrebbe interferito nella politica francese in Marocco; riguardo all'Adriatico, raggiunse un accordo con l'Austria garantendo lo status quo in Albania.

### Gli ultimi anni
Prudenza e sagacia, insieme a un'ineguagliabile esperienza in politica estera, gli consentirono di assicurare all'Italia la massima influenza possibile nelle questioni internazionali, guadagnandosi la stima unanime delle diplomazie e governi europei. Come riconoscimento per i suoi meriti di servizio, fu nominato Cavaliere dell'Annunziata da Vittorio Emanuele III di Savoia in occasione della nascita della principessa Iolanda Margherita di Savoia, il 1º giugno 1901.
Nel febbraio 1906 fu il delegato italiano nella conferenza di Algeciras. Lo scopo della conferenza era mediare tra Francia e Germania, nella prima crisi marocchina, e assicurare il rimborso di un ingente prestito concesso al Sultano nel 1904. Ad Algeciras Visconti Venosta rese evidenti le contraddizioni della politica degli austro-tedeschi nei confronti dell'Italia, non potendo costoro sostenere che la Triplice Alleanza non avesse efficacia nelle questioni mediterranee e contemporaneamente richiedere all'Italia di appoggiare il tentativo di penetrazione tedesca in Marocco.
Infine muore nel 1914 e, in base alle sue volontà, viene sepolto nel cimitero di Grosio, comune cui fu molto legato.

## Albero genealogico
|                            |   |                                   | Genitori                              |  |  | Nonni |  |  | Bisnonni                   |  |  | Trisnonni               |  |
|                            |   |                                   |                                       |  |  |       |  |  | Francesco Visconti Venosta |  |  | Nicolò Visconti Venosta |  |
|                            |   |                                   |                                       |  |  |       |  |  | Francesco Visconti Venosta |  |  | Nicolò Visconti Venosta |  |
|                            |   | Anna Stoppani                     |                                       |  |  |       |  |  | Francesco Visconti Venosta |  |  |                         |  |
| Nicolò Visconti Venosta    |   |                                   |                                       |  |  |       |  |  | Francesco Visconti Venosta |  |  |                         |  |
|                            |   | Maria Piazzi                      | …                                     |  |  |       |  |  |                            |  |  |                         |  |
|                            |   | Maria Piazzi                      | …                                     |  |  |       |  |  |                            |  |  |                         |  |
|                            |   | Maria Piazzi                      | …                                     |  |  |       |  |  |                            |  |  |                         |  |
| Francesco Visconti Venosta |   | Maria Piazzi                      |                                       |  |  |       |  |  |                            |  |  |                         |  |
|                            |   | Fabio Castiglioni, conte palatino | Francesco Castiglioni, conte palatino |  |  |       |  |  |                            |  |  |                         |  |
|                            |   | Fabio Castiglioni, conte palatino | Francesco Castiglioni, conte palatino |  |  |       |  |  |                            |  |  |                         |  |
|                            |   | Fabio Castiglioni, conte palatino | Angela Pusterla                       |  |  |       |  |  |                            |  |  |                         |  |
| Francesca Castiglioni      |   | Fabio Castiglioni, conte palatino |                                       |  |  |       |  |  |                            |  |  |                         |  |
|                            |   | Ippolita Piccinelli               | Giuseppe Piccinelli                   |  |  |       |  |  |                            |  |  |                         |  |
|                            |   | Ippolita Piccinelli               | Giuseppe Piccinelli                   |  |  |       |  |  |                            |  |  |                         |  |
|                            |   | Ippolita Piccinelli               | …                                     |  |  |       |  |  |                            |  |  |                         |  |
| Emilio Visconti Venosta    |   | Ippolita Piccinelli               |                                       |  |  |       |  |  |                            |  |  |                         |  |
|                            | … | …                                 |                                       |  |  |       |  |  |                            |  |  |                         |  |
|                            | … | …                                 |                                       |  |  |       |  |  |                            |  |  |                         |  |
|                            | … | …                                 |                                       |  |  |       |  |  |                            |  |  |                         |  |
| Carlo Borgazzi             | … |                                   |                                       |  |  |       |  |  |                            |  |  |                         |  |
|                            |   | …                                 | …                                     |  |  |       |  |  |                            |  |  |                         |  |
|                            |   | …                                 | …                                     |  |  |       |  |  |                            |  |  |                         |  |
|                            |   | …                                 | …                                     |  |  |       |  |  |                            |  |  |                         |  |
| Paola Borgazzi             |   | …                                 |                                       |  |  |       |  |  |                            |  |  |                         |  |
|                            |   | …                                 | …                                     |  |  |       |  |  |                            |  |  |                         |  |
|                            |   | …                                 | …                                     |  |  |       |  |  |                            |  |  |                         |  |
|                            |   | …                                 | …                                     |  |  |       |  |  |                            |  |  |                         |  |
| Rosa Caimi                 |   | …                                 |                                       |  |  |       |  |  |                            |  |  |                         |  |
|                            |   | …                                 | …                                     |  |  |       |  |  |                            |  |  |                         |  |
|                            |   | …                                 | …                                     |  |  |       |  |  |                            |  |  |                         |  |
|                            |   | …                                 | …                                     |  |  |       |  |  |                            |  |  |                         |  |
|                            |   | …                                 |                                       |  |  |       |  |  |                            |  |  |                         |  |